# Theope cratylus
Theope cratylus is een vlindersoort uit de familie van de prachtvlinders (Riodinidae), onderfamilie Riodininae.
Theope cratylus werd in 1886 beschreven door Godman & Salvin.